# Championnat de Finlande féminin de volley-ball
Le Championnat de Finlande de volley-ball féminin est une compétition de volley-ball organisée par la Fédération finlandaise de volley-ball (Suomen Lentopalloliitto Ry-SLRY), il a été créé en 1956.

## Palmarès
| Année | Champion                  | Finaliste                    | Troisième                     |
| ----- | ------------------------- | ---------------------------- | ----------------------------- |
| 1957  | Eiran Riento              | Lepakot Hyvinkää             | Helsingin Ponnistus           |
| 1958  | Helsingin Riento          | Eiran Riento                 | Tikkurilan Tikka              |
| 1959  | Käpylän Lentopalloilijat  | Koiton Riento                | Tampereen Veikot              |
| 1960  | Tampereen Veikot          | Helsingin Ponnistus          | Käpylän Lentopalloilijat      |
| 1961  | Käpylän Lentopalloilijat  | Tampereen Veikot             | Koiton Riento                 |
| 1962  | Helsingin Ponnistus       | Tampereen Veikot             | Kalevan Lentopallo Tampere    |
| 1963  | Käpylän Lentopalloilijat  | Tampereen Veikot             | Koiton Riento                 |
| 1964  | Käpylän Lentopalloilijat  | Kalevan Lentopallo Tampere   | Kimmo Lahti                   |
| 1965  | Käpylän Lentopalloilijat  | Kimmo Lahti                  | Kalevan Lentopallo Tampere    |
| 1966  | Käpylän Lentopalloilijat  | Koiton Riento                | Kimmo Lahti                   |
| 1967  | Koiton Riento             | Kimmo Lahti                  | Käpylän Lentopalloilijat      |
| 1968  | Kimmo Lahti               | Käpylän Lentopalloilijat     | Koiton Riento                 |
| 1969  | Wartti Helsinki           | Lautta-Pojat Helsinki        | Kimmo Lahti                   |
| 1970  | Wartti Helsinki           | Koiton Riento                | Kimmo Lahti                   |
| 1971  | Helsingin Elite           | Wartti Helsinki              | Kimmo Lahti                   |
| 1972  | Wartti Helsinki           | Lautta-Pojat Helsinki        | Helsingin Elite               |
| 1973  | Kimmo Lahti               | PPS Helsinki                 | Helsingin Elite               |
| 1974  | Kimmo Lahti               | PPS Helsinki                 | Luolajan Kajastus Hämeenlinna |
| 1975  | Karhulan Veikot           | Kimmo Lahti                  | Helsingin Kiri-60             |
| 1976  | Helsingin Kiri-60         | Karhulan Veikot              | Kimmo Lahti                   |
| 1977  | Jyväskylän Pesä-Veikot    | Helsingin Kiri-60            | Karhulan Veikot               |
| 1978  | Karhulan Veikot           | Jyväskylän Pesä-Veikot       | Luolajan Kajastus Hämeenlinna |
| 1979  | Karhulan Veikot           | Euran Raiku                  | Luolajan Kajastus Hämeenlinna |
| 1980  | Karhulan Veikot           | Euran Raiku                  | Helsingin Kiri-60             |
| 1981  | Karhulan Veikot           | Euran Raiku                  | Oriveden Ponnistus            |
| 1982  | Jyväskylän Pesä-Veikot    | Karhulan Veikot              | Euran Raiku                   |
| 1983  | Jyväskylän Pesä-Veikot    | Kaavin Kaiku                 | Euran Raiku                   |
| 1984  | Euran Raiku               | Jyväskylän Pesä-Veikot       | Kauhajoen Karhu               |
| 1985  | Euran Raiku               | Vaasan Vasama                | Jyväskylän Pesä-Veikot        |
| 1986  | Vaasan Vasama             | Jyväskylän Pesä-Veikot       | Korian Ponsi                  |
| 1987  | Vaasan Vasama             | Haukiputaan Heitto           | Karhulan Veikot               |
| 1988  | Vaasan Vasama             | Karhulan Veikot              | Haukiputaan Heitto            |
| 1989  | Vaasan Vasama             | Euran Raiku                  | Haukiputaan Heitto            |
| 1990  | Hesa Helsinki             | Valkealan Kajo               | Korian Ponsi                  |
| 1991  | Vaasan Vasama             | Korian Ponsi                 | Blue Eyes Team Jyväskylä      |
| 1992  | Vaasan Vasama             | Korian Ponsi                 | Valkealan Kajo                |
| 1993  | Vaasan Vasama             | Valkealan Kajo               | Korian Ponsi                  |
| 1994  | Vaasan Vasama             | Valkealan Kajo               | Korian Ponsi                  |
| 1995  | Palokan Pyry              | Joensuun Prihat              | Vaasan Vasama                 |
| 1996  | Vaasan Vasama             | Palokan Pyry                 | Joensuun Prihat               |
| 1997  | Oriveden Ponnistus        | Euran Raiku                  | Pieksämäki Volley             |
| 1998  | Valkealan Kajo            | Oriveden Ponnistus           | Euran Raiku                   |
| 1999  | Euran Raiku               | Valkealan Kajo               | Hämeenlinnan Tarmo-Volley     |
| 2000  | Hämeenlinnan Tarmo-Volley | Euran Raiku                  | Joensuun Prihat               |
| 2001  | Hämeenlinnan Tarmo-Volley | LP Viesti Salo               | Joensuun Prihat               |
| 2002  | Hämeenlinnan Tarmo-Volley | Joensuun Prihat              | Somero                        |
| 2003  | Hämeenlinnan Tarmo-Volley | LP Viesti Salo               | Somero                        |
| 2004  | Pieksämäki Volley         | Hämeenlinnan Tarmo-Volley    | Oriveden Ponnistus            |
| 2005  | Vanajan Racing Club       | Oriveden Ponnistus           | Pieksämäki Volley             |
| 2006  | Vanajan Racing Club       | LP Viesti Salo               | Pihtiputaan Ploki             |
| 2007  | Vanajan Racing Club       | LP Viesti Salo               | Oriveden Ponnistus            |
| 2008  | Vanajan Racing Club       | Oriveden Ponnistus           | LP Viesti Salo                |
| 2009  | LP Viesti Salo            | Oriveden Ponnistus           | Vanajan Racing Club           |
| 2010  | LP Viesti Salo            | HPK Naiset                   | Oriveden Ponnistus            |
| 2011  | LP Viesti Salo            | Oriveden Ponnistus           | HPK Naiset                    |
| 2012  | LP Viesti Salo            | HPK Naiset                   | LP Kangasala                  |
| 2013  | LP Viesti Salo            | LP Kangasala                 | Oriveden Ponnistus            |
| 2014  | LP Viesti Salo            | Oriveden Ponnistus           | HPK Naiset                    |
| 2015  | LP Viesti Salo            | LP Kangasala                 | HPK Naiset                    |
| 2016  | HPK Naiset                | LP Viesti Salo               | Oriveden Ponnistus            |
| 2017  | LP Viesti Salo            | HPK Naiset                   | Oriveden Ponnistus            |
| 2018  | HPK Naiset                | LP Viesti Salo               | LP Kangasala                  |
| 2019  | LP Viesti Salo            | Hämeenlinnan Lentopallokerho | Pölkky Kuusamo                |
| 2020  | non terminé               | non terminé                  | non terminé                   |

## Bilan par club
| Club                      | Titres | Ville       | Année                                                |
| ------------------------- | ------ | ----------- | ---------------------------------------------------- |
| Vaasan Vasama             | 9      | Vaasa       | 1986, 1987, 1988, 1989, 1991, 1992, 1993, 1994, 1996 |
| LP Viesti Salo            | 9      | Salo        | 2009, 2010, 2011, 2012, 2013, 2014, 2015, 2017, 2019 |
| Hämeenlinnan Tarmo-Volley | 8      | Hämeenlinna | 2000, 2001, 2002, 2003, 2005, 2006, 2007, 2008       |
| Käpylän Lentopalloilijat  | 6      | Käpylä      | 1959, 1961, 1963, 1964, 1965, 1966                   |
| Karhulan Veikot           | 5      | Karhula     | 1975, 1978, 1979, 1980, 1981                         |
| Kimmo Lahti               | 3      | Lahti       | 1968, 1973, 1974                                     |
| Wartti Helsinki           | 3      | Helsinki    | 1969, 1970, 1972                                     |
| Jyväskylän Pesä-Veikot    | 3      | Jyväskylä   | 1977, 1982, 1983                                     |
| Euran Raiku               | 3      | Eura        | 1984, 1985, 1999                                     |
| Helsingin Ponnistus       | 2      | Helsinki    | 1958, 1962                                           |
| HPK Naiset                | 2      | Hämeenlinna | 2016, 2018                                           |
| Eiran Riento              | 1      | Eira        | 1957                                                 |
| Tampereen Veikot          | 1      | Tampere     | 1960                                                 |
| Koiton Riento             | 1      | Eira        | 1967                                                 |
| Helsingin Elite           | 1      | Helsinki    | 1971                                                 |
| Helsingin Kiri-60         | 1      | Helsinki    | 1976                                                 |
| Hesa Helsinki             | 1      | Helsinki    | 1990                                                 |
| Palokan Pyry              | 1      | Jyväskylä   | 1995                                                 |
| Oriveden Ponnistus        | 1      | Orivesi     | 1997                                                 |
| Valkealan Kajo            | 1      | Valkeala    | 1998                                                 |
| Pieksämäki Volley         | 1      | Pieksämäki  | 2004                                                 |